# Підкович Назар Іванович
Підкович Назар Іванович «Кабан» (9 квітня 1990, м.Стрий, Львівська область  — 2 лютого 2024, Куп`янсько-Лиманський напрямок) — український доброволець, лейтенант окремого штурмового батальйону «Карпатська Січ» ім. Олега Куцина, заступник командира 2-ої сотні Білі Демони.

## Життєпис
Народився в м. Стрий, навчався в школі №9 (1997-2006) та у Вищому професійному училищі №34 (2006-2009), де здобув фах будівельника. Строкову службу відбував в Одесі в лавах МВС (2009-2010). Згодом працював у Державній службі охорони та поліції (2010-2017). Після звільнення з поліції закінчив ВНЗ МВС у Львові (2017). Протягом трьох років працював за кордоном. З 2014 року був активним членом ГФ «Стрийська Сотня Січові Стрільці». Після початку повномасштабної війни повернувся в Україну, вступив у добровольче формування «Карпатська Січ», яке згодом стало Окремим Штурмовим Батальйоном «Карпатська Січ» ім. Олега Куцина. Пройшов шлях від солдата до командира роти. Здобув звання лейтенанта.

## Повномасштабне вторгнення
Навесні 2022 року повернувся в Україну з-за кордону, та як доброволець долучився до лав ЗСУ в складі батальйону «Карпатська Січ».
Брав участь та був командиром зведених груп у:
- Обороні Вірнопілля, Харківська обл., квітень-вересень 2022 року,
- Штурмі Дмитрівки, Харківська обл., червень 2022 року,
- Штурмі Комишуваки та Топольського, Харківська обл., вересень 2022 року,
- Зачистці Ізюму, Харківська обл., вересень 2022 року, штурмі по північному фланзі Лиманської операції, Донецька обл., вересень 2022 року,
- Звільненні Тернів, Донецька обл., жовтень 2022 року, Кремінській наступальній операції та обороні позицій в районі Тернів, Донецька обл., жовтень 2022-жовтень 2023 року,
- Боях за Макіївку.

## Сім'я
У Назара залишилася сестра та племінники, одруженим не був.

## Нагороди
- Почесний нагрудний знак Головнокомандувача Збройних Сил України «Срібний хрест»
- Відзнака «Хрест Карпатської Січі»

## Вшанування пам`яті
У рідному місті Стрий на честь Назара Підковича встановлять меморіальну дошку, на будинку де він проживав